# Полско-Косово
Полско-Косово (болг. Полско Косово) — село в Болгарии. Находится в Русенской области, входит в общину Бяла. Население составляет 1 719 человек.

## Политическая ситуация
В местном кметстве Полско-Косово, в состав которого входит Полско-Косово, должность кмета (старосты) исполняет Иванка Стефанова Маринова (Болгарская социалистическая партия (БСП)) по результатам выборов правления кметства.
Кмет (мэр) общины Бяла — Юрий Петков Симеонов (Гражданский союз за новую Болгарию) по результатам выборов в правление общины.